# Иозефовское сельское поселение
Иозефовское сельское поселение — упразднённое муниципальное образование в составе Хиславичского района Смоленской области России.
Административный центр — деревня Иозефовка.
Образовано Законом от 20 декабря 2004 года. Упразднено Законом Смоленской области от 20 декабря 2018 года с включением всех входивших в его состав населённых пунктов к 1 января 2019 года в Городищенское сельское поселение

## Географические данные
- Общая площадь: 68,97  км²
- Расположение: центральная часть Хиславичского района
- Граничит:
  - на севере — с  Корзовским сельским поселением
  - на северо-востоке — с  Печерским сельским поселением
  - на юго-востоке — с Микшинским сельским поселением
  - на юге-западе — с  Городищенским сельским поселением
  - на северо-западе — с Кожуховичским сельским поселением
- Крупные реки: Сож, Белица.

## Население
| 2011 | 2012 | 2013 | 2014 | 2015 | 2016 | 2017 |
| ---- | ---- | ---- | ---- | ---- | ---- | ---- |
| 366  | ↘361 | ↘355 | ↘351 | ↘342 | ↘314 | ↗326 |
| 2018 | 2019 |      |      |      |      |      |
| ↘307 | ↘295 |      |      |      |      |      |

## Населённые пункты
На территории поселения находилось 9 населённых пунктов:
- Иозефовка — деревня, административный центр
- Богдановка, деревня
- Красный Бор, деревня
- Ларьковка, деревня
- Пиряны, деревня
- Плещицы, деревня
- Пыковка, деревня
- Хайновщина, деревня
- Хорошково, деревня

В состав Йозевовского сельсовета Хиславичского района входила деревня Шапорова Буда, находившаяся между современными деревнями Йозефовка, Ларьковка и Дубровка.

## Экономика
Сельхозпредприятия, магазины .